# Avanzino Nucci
Avanzino Nucci (Gubbio, 1552 circa – Roma, 1629) è stato un pittore italiano.

## Biografia

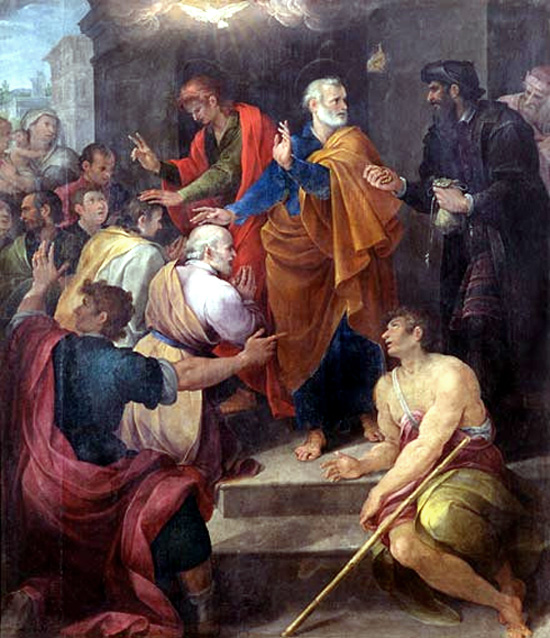
Confronto tra San Pietro e Simon Mago,

Allievo collaboratore di Niccolò Circignani a Roma, partecipò, con molti suoi coetanei, ad alcune delle maggiori imprese decorative promossa da papa Sisto V. Dopo un soggiorno a Napoli tra il 1595 ed il 1598 che lo vide attivo nel parlatorio della Certosa di San Martino, svolse la sua attività prevalentemente a Roma, ma anche in Umbria e nelle Marche, in particolare a Gualdo Tadino, Perugia, Spoleto, Fabriano, Montebaroccio, Fermo. L'accostamento a Cristoforo Roncalli, al Croce e al Cavalier d'Arpino produce, attorno al 1600, gli esiti migliori del Nucci che approda ad una decorosa variante della pittura devota, di dimessa intonazione e piana comunicativa.

## Opere
- Ciclo di affreschi Martirio degli Apostoli della cappella Gallucci della Basilica Cattedrale di Lucera (attribuzione).
- Decorazione plastico-pittorica della cappella Cenci dedicata a san Lorenzo e san Diego d'Alcalà nella Basilica di Santa Maria in Aracoeli a Roma